# بني ورياغل
بني ورياغل، أو آيت ورياغل، حسب التسمية الأمازيغية، أو آيث واياغر، باللهجة الريفية؛ هو اسم قبيلة ريفية مغربية، ترجع أصولها لمجموعة صنهاجة الأمازيغية. يشير الاسم أيضا للمجال الجغرافي التاريخي لهذه القبيلة، في محيط مدينة الحسيمة المعاصرة، و أيضا لمجال التقسيم الإداري السياسي المرتبط بها، إبان مرحلة الحماية الإسبانية. ارتبط اسم القبيلة في التاريخ الحديث، بدورها الكبير خلال حرب الريف، حيث كانت إحدى دعائم المقاومة الريفية ضد الاستعمار الإسباني، و بانتساب محمد بن عبد الكريم الخطابي إليها.

حاليا، يطلق الاسم على دائرة بإقليم الحسيمة، تضم 13 جماعة.

## البنية القبلية

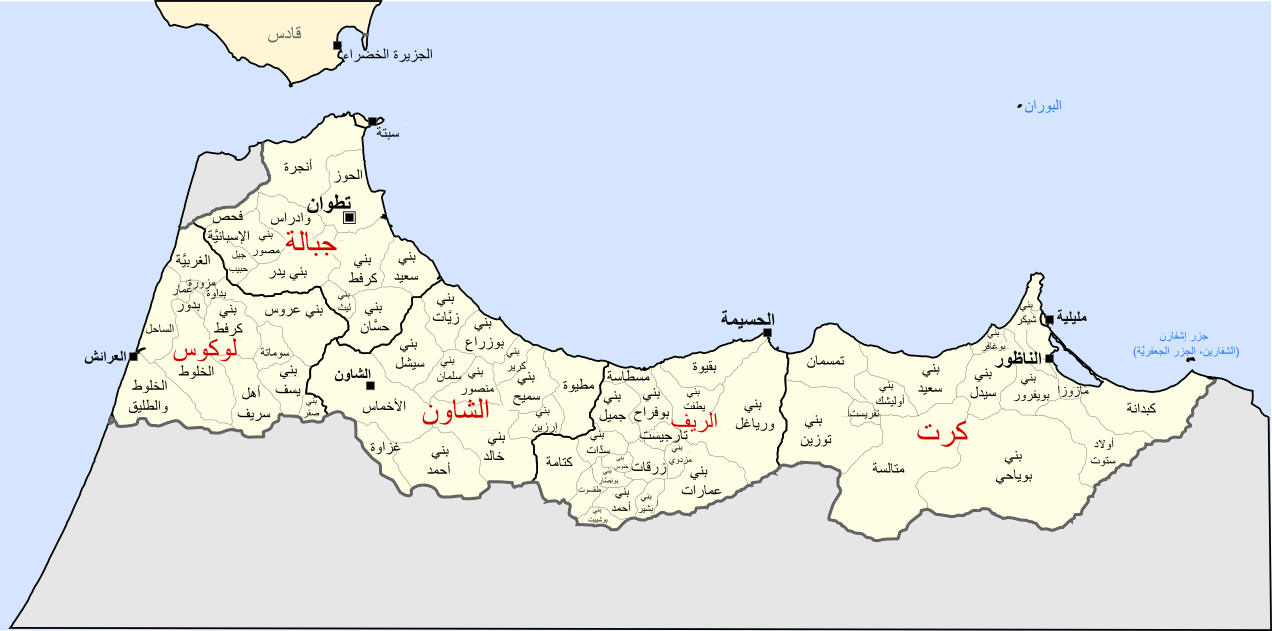
المجالات الجغرافية للقبائل الريفية، حسب التقسيم المعتمد خلال الحماية الإسبانية (1913-1956)

كانت قبيلة آيت ورياغر تكتلا لخمسة أخماس قبلية (جمع خمس، فرع قبلي)، كان لكل واحد منها استقلالية و قائد (بالأمازيغية: أمغار)، و كانت تنفرد بهذه البنية، إلى جانب تكتل إقرعيين (أو قلعيين)، في الريف الشرقي (منطقة الناظور و مليلية). أخماس آيت ورياغل هي:
- آيت يوسف وعلي (آيت أعري و آيت هشام)
- آيت بوعياش (تفروين أو آيت فاوين)
- إيمرابطن (أو إيمرابظن) (تماسينت و لوطا)
- ايت قمرة
- آيت عبد الله
- آيت حديفة (ايث حذيفة , مْنِي حذيفة)

خلال الحماية الإسبانية، التي اعتمدت تقسيما إداريا يطابق مجال نفوذ القبائل، كانت الأخماس موزعة على ثلاث قيادات إدارية: الكيس (آيت حديفة و آيت عبد الله) و النكور (آيت بوعياش) و لوطا (آيت يوسف وعلي و إيمرابظن). بعد استقلال المغرب، في 1956، تم إلغاء هذه المنظومة، لفائدة تقطيع ترابي إداري، وفق جماعات قروية و حضرية.

## المجال الجغرافي
كان مجال بني ورياغل محددا بالمجموعات القبلية و المناطق التالية:
- من الشمال: بقيوة.
- من الجنوب: منطقة الحماية الفرنسية، و قبائل بني عمارت و بني مزدوي.
- من الشرق: تمسمان و بني توزين.
- من الغرب: بني يطفت و تارجيست.